# Резолюция Генеральной Ассамблеи ООН 43/177
Резолюция 43/177 Генеральной Ассамблеи ООН — это документ, принятый 15 декабря 1988 года, в котором Генеральная Ассамблея ООН признала провозглашение государства Палестина и использование обозначения «Палестина» по отношению к организации освобождения Палестины (ООП) в ООН. Кроме того, Ассамблея подтвердила необходимость суверенитета палестинского народа над своей территорией, оккупированной Израилем в 1967 году. Резолюция озаглавлена, как «43/177. Question of Palestine».
В резолюции упоминается резолюция 181, которая является правовой основой как арабского, так и еврейского государства. Указывается связь между провозглашением Государства Палестина, резолюцией 181 и правами палестинцев.
По сути, это стало международным признанием государства Палестина, хотя оно все ещё оставалось оккупированным и не было принято в члены ООН. Вскоре после принятия резолюции около 100 государств официально признали Палестину, многие — через ООН.
На том же заседании была принята резолюция 43/176, в которой содержался призыв к проведению Международной мирной конференции и утверждались принципы достижения всеобъемлющего мира. Только Израиль и США выступили против проведения мирной конференции, настаивая на двусторонних переговорах. Резолюции 43/176 и 43/177 были широко поддержаны неправительственными организациями по всему миру.

## Текст резолюции 43/177
Генеральная Ассамблея, рассмотрев пункт, озаглавленный «Question of Palestine», ссылаясь на свою резолюцию 181 (II) от 29 ноября 1947 года, в которой она, в частности, призвала к созданию арабского государства и еврейского государства в Палестине, памятуя об особой ответственности Организации Объединенных Наций за достижение справедливого решения вопроса о Палестине сознавая провозглашение Государства Палестина Палестинским национальным советом в соответствии с резолюцией 181 (II) Генеральной Ассамблеи и в порядке осуществления неотъемлемых прав палестинского народа подтверждая настоятельную необходимость достижения справедливого и всеобъемлющего урегулирования на Ближнем Востоке, которое, в частности, обеспечит мирное сосуществование всех государств в этом регионе, ссылаясь на свою резолюцию 3237 (XXIX) от 22 ноября 1974 года о статусе наблюдателя для Организации освобождения Палестины и последующие соответствующие резолюции,
1. Признает провозглашение Государства Палестина Палестинским национальным советом 15 ноября 1988 года;
2. Подтверждает необходимость предоставления палестинскому народу возможности осуществить свой суверенитет над территорией, оккупированной с 1967 года;
3. Постановляет, что с 15 декабря 1988 года обозначение «Палестина» должно использоваться вместо обозначения «Организация освобождения Палестины» в системе Организации Объединенных Наций без ущерба для статуса наблюдателя и функций Организации освобождения Палестины в системе Организации Объединенных Наций согласно соответствующим резолюциям и практике Организации Объединенных Наций;
4. Просит Генерального секретаря принять необходимые меры для осуществления настоящей резолюции.
Оригинальный текст (англ.)The General Assembly,

Having considered the item entitled "Question of Palestine", recalling its resolution 181 (II) of 29 November 1947, in which, inter alia, it called for the establishment of an Arab State and a Jewish State in Palestine, mindful of the special responsibility of the United Nations to achieve a just solution to the question of Palestine, aware of the proclamation of the State of Palestine by the Palestine National Council in line with General Assembly resolution 181 (II) and in exercise of the inalienable rights of the Palestinian people, affirming the urgent need to achieve a just and comprehensive settlement in the Middle East which, inter alia, provides for peaceful coexistence for all States in the region, recalling its resolution 3237 (XXIX) of 22 November 1974 on the observer status for the Palestine Liberation Organization and subsequent relevant resolutions,
1. Acknowledges the proclamation of the State of Palestine by the Palestine National Council on 15 November 1988;
2. Affirms the need to enable the Palestinian people to exercise their sovereignty over their territory occupied since 1967;
3. Decides that, effective as of 15 December 1988, the designation "Palestine" should be used in place of the designation "Palestine Liberation Organization" in the United Nations system, without prejudice to the observer status and functions of the Palestine Liberation Organization within the United Nations system, in conformity with relevant United Nations resolutions and practice;
4. Requests the Secretary-General to take the necessary action to implement the present resolution.

## Голоса
Резолюция была принята 104 голосами «За», 36 человек воздержались. Израиль и США были единственными государствами, проголосовавшими против резолюции.

## Ход принятия
ООН провела заседания по «Question of Palestine» с 13 по 15 декабря 1988 года. Заседания были перенесены в Женеву, после того как США отказались выдать визу Ясиру Арафату. 13 декабря Арафат выступил с речью на Генеральной Ассамблее. На пресс-конференции 14 декабря он подчеркнул, что ООП поддерживает резолюцию 181 как основу для независимости Палестины и резолюции 242 и 338 как основу для переговоров с Израилем в рамках международной конференции. Арафат также подтвердил позицию ООП, согласно которой Израиль имеет право на существование в условиях мира и безопасности, и абсолютный отказ от всех форм терроризма. 15 декабря резолюции 43/175, 43/176 и 43/177 были приняты.
Политические события развивались параллельно с первой палестинской интифадой, начавшейся в декабре 1987 года, и находились под её сильным влиянием.